# چاه رفسنجانی‌ها
چاه رفسنجانیها روستایی در دهستان کویرات بخش کویرات شهرستان آران و بیدگل استان اصفهان ایران است.

## جمعیت
بر پایه سرشماری عمومی نفوس و مسکن در سال ۱۳۹۵ جمعیت این روستا ۸ نفر (۵خانوار) بوده‌است.